# Dongfeng Fengshen Yixuan
Der Dongfeng Fengshen Yixuan ist eine seit 2019 gebaute Limousine der Kompaktklasse der zur Dongfeng Motor Corporation gehörenden Submarke Dongfeng Fengshen der Marke Dongfeng.

## Geschichte
Vorgestellt wurde das Fahrzeug als Nachfolgemodell des Dongfeng Fengshen L60 im Rahmen der Shanghai Auto Show im April 2019 noch als „Fengshen D53“. Am 20. Mai 2019 gab der Hersteller dann bekannt, dass die Limousine als „Fengshen Yixuan“ vermarktet werden wird. Im September 2019 kam der Wagen schließlich in China auf den Markt. Auf anderen Märkten wird der Yixuan nicht vermarktet. Ebenfalls im September 2019 präsentierte Fengshen eine batterieelektrisch angetriebene Version des Fahrzeugs. Sie kam im Juni 2020 in China in den Handel. Eine überarbeitete Version der Baureihe wurde im Juni 2022 vorgestellt. Sie kam auch als sportlichere Mach Edition im Oktober 2022 in den Handel.

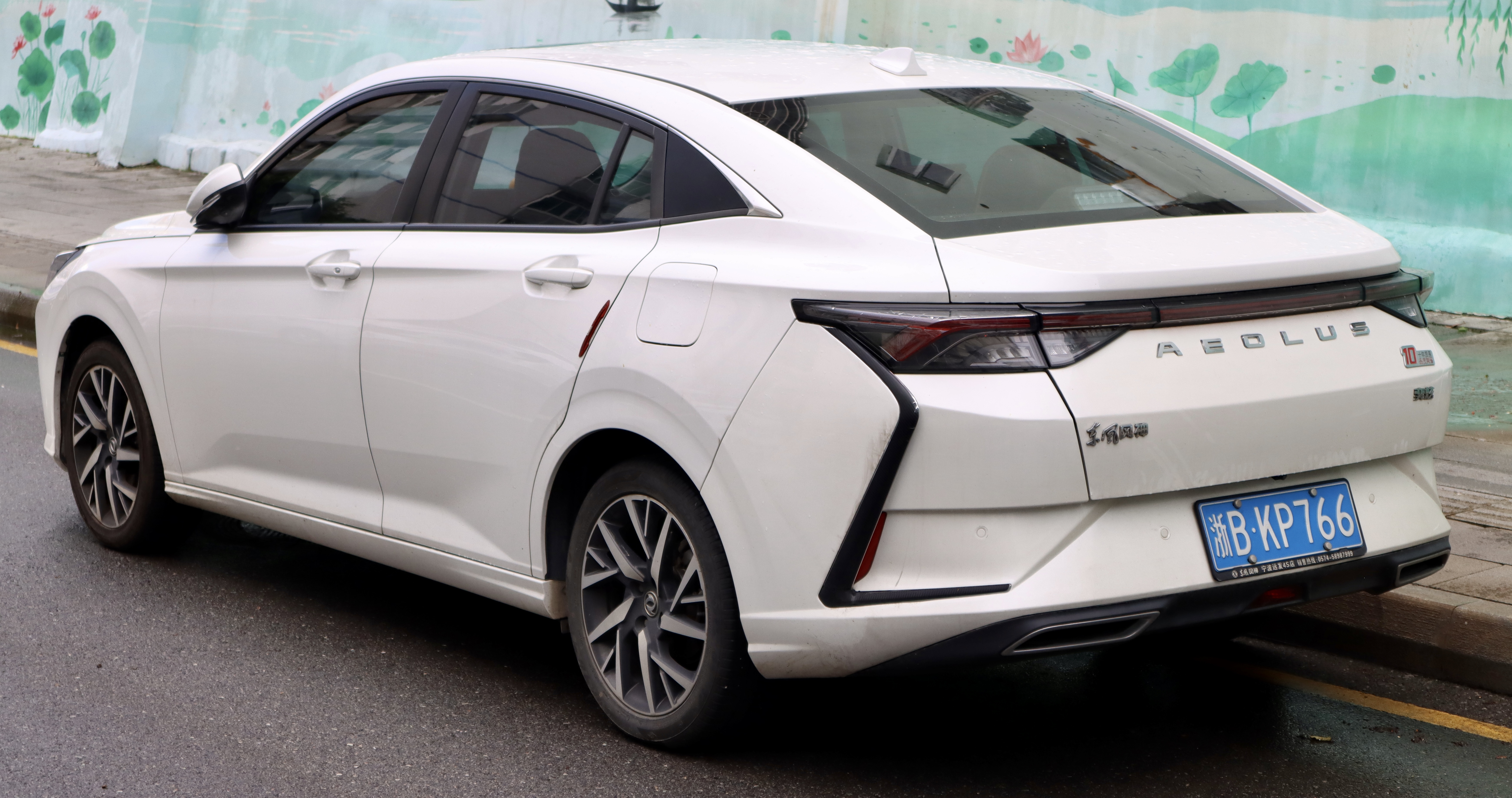
Heckansicht
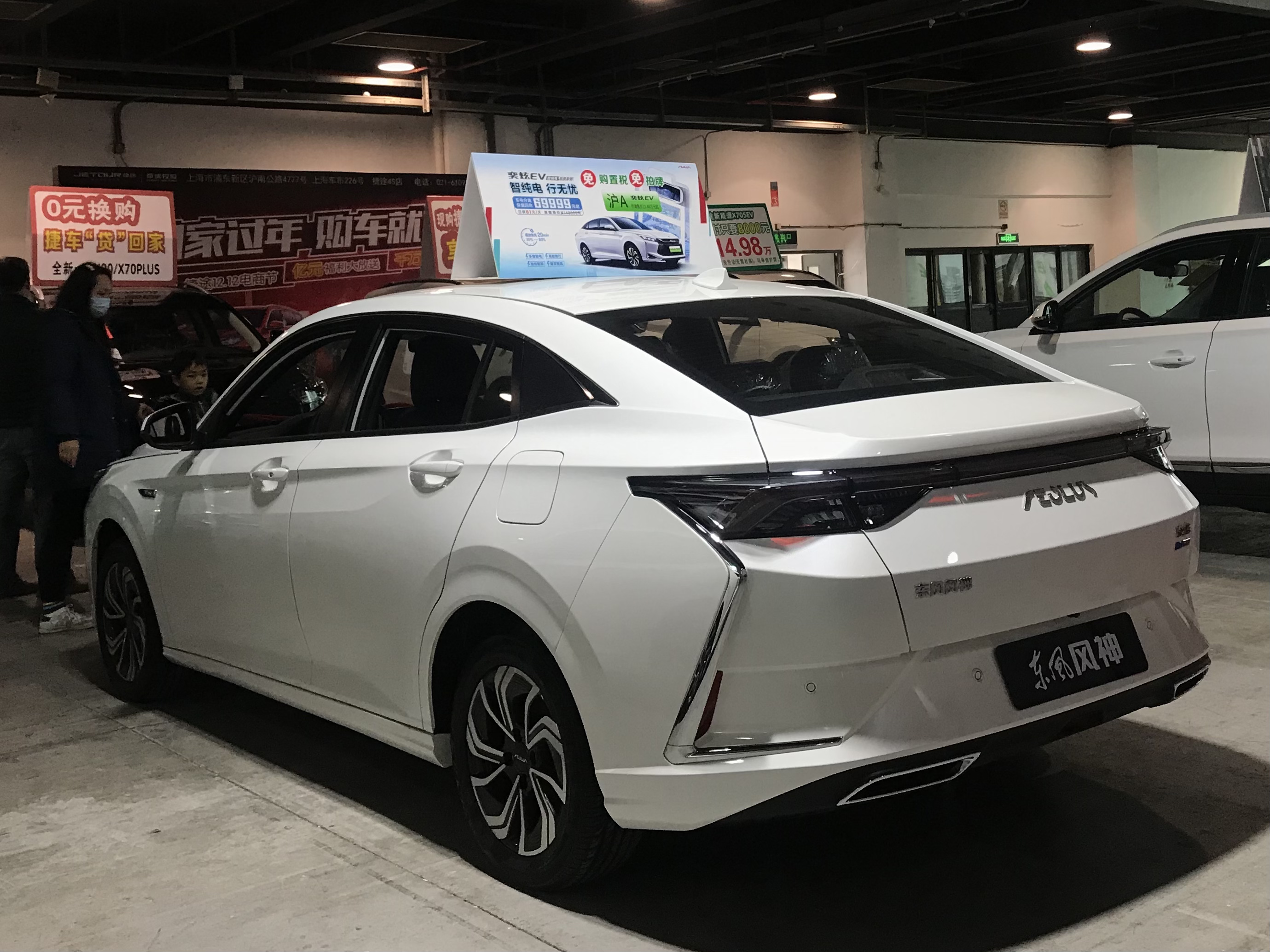
Dongfeng Fengshen Yixuan EV

## Technik
Da zwischen Dongfeng Motor und dem PSA-Konzern ein Joint Venture besteht, konnte die Limousine auf Basis der Common Modular Platform, die 2018 mit dem DS 3 Crossback eingeführt wurde, entwickelt werden. Trotz der deutlich größeren Abmessungen kommt so auch Technik aus dem Opel Corsa F oder dem Peugeot 208 II zum Einsatz. Dementsprechend wird seit Juni 2020 auch eine batterieelektrische Variante produziert. Die Akkukapazität beträgt 47,7 kWh und sorgt für eine Reichweite von 400 km nach dem NEFZ-Messzyklus. Der Permanentmagnet-Synchronmotor leistet 120 kW (163 PS).
Auf Seiten der Verbrennungsmotoren werden Ottomotoren mit 92 kW (125 PS) und 110 kW (150 PS) mit 1,0 bzw. 1,5-Liter Hubraum angeboten. Beide Motoren haben Turboaufladung und erfüllen die Abgasnorm China VI. Auch der 145 kW (197 PS) starke 1,5-Liter-Ottomotor der Mach Edition hat einen Turbolader. Zudem folgte im Oktober 2022 noch eine 92 kW (125 PS) starke Variante des 1,5-Liter-Motors ohne Aufladung.

## Technische Daten
|                                             | 200T                          | 1.5                              | 230T                           | 1.5T                           | EV 500                        |
| ------------------------------------------- | ----------------------------- | -------------------------------- | ------------------------------ | ------------------------------ | ----------------------------- |
| Bauzeitraum                                 | 09/2019–10/2022               | seit 10/2022                     | 09/2019–10/2022                | seit 10/2022                   | 06/2020–10/2022               |
| Motorkenndaten                              |                               |                                  |                                |                                |                               |
| Motortyp                                    | Reihen-Dreizylinder-Ottomotor | Reihen-Vierzylinder-Ottomotor    | Reihen-Vierzylinder-Ottomotor  | Reihen-Vierzylinder-Ottomotor  | Permanentmagnet-Synchronmotor |
| Motoraufladung                              | Turbolader                    | —                                | Turbolader                     | Turbolader                     | —                             |
| Hubraum                                     | 999 cm³                       | 1496 cm³                         | 1460 cm³                       | 1476 cm³                       | —                             |
| max. Leistung bei min−1                     | 92 kW (125 PS) / 5500         | 92 kW (125 PS) / 6000            | 110 kW (150 PS) / 5500         | 145 kW (197 PS) / 5200         | 120 kW (163 PS)               |
| max. Drehmoment bei min−1                   | 196 Nm / 1500–4500            | 158 Nm / 4500                    | 230 Nm / 1800–4000             | 300 Nm / 2000–4000             | 260 Nm                        |
| Kraftübertragung                            |                               |                                  |                                |                                |                               |
| Antrieb, serienmäßig                        | Vorderradantrieb              | Vorderradantrieb                 | Vorderradantrieb               | Vorderradantrieb               | Vorderradantrieb              |
| Getriebe, serienmäßig                       | 5-Gang-Schaltgetriebe         | 5-Gang-Schaltgetriebe            | 6-Gang-Doppelkupplungsgetriebe | 6-Gang-Doppelkupplungsgetriebe | 1-Stufen-Reduktionsgetriebe   |
| Getriebe, optional                          | [6-Gang-Automatikgetriebe]    | [6-Gang-Doppelkupplungsgetriebe] | —                              | —                              | —                             |
| Antriebsbatterie                            |                               |                                  |                                |                                |                               |
| Energieinhalt                               | —                             | —                                | —                              | —                              | 47,7 kWh                      |
| Messwerte                                   |                               |                                  |                                |                                |                               |
| Höchstgeschwindigkeit                       | 185 km/h [185 km/h]           | 175 km/h [180 km/h]              | 190 km/h                       | 200 km/h                       | 155 km/h                      |
| Beschleunigung, 0–100 km/h                  | k. A. [10,7 s]                | k. A. [k. A.]                    | k. A.                          | k. A.                          | k. A.                         |
| Kraftstoffverbrauch auf 100 km (kombiniert) | 5,6 l Super [5,5 l Super]     | 5,7 l Super [5,9 l Super]        | 6,4 l Super                    | 5,8 l Super                    | —                             |
| elektrische Reichweite nach NEFZ            | —                             | —                                | —                              | —                              | 400 km                        |
| Leergewicht                                 | 1235 kg [1255 kg]             | 1203 kg [1232 kg]                | 1273 kg                        | 1253 kg                        | 1541 kg                       |
| Abgasnorm                                   | China VI                      | China VI                         | China VI                       | China VI                       | —                             |

- Werte in eckigen Klammern gelten für Modell mit optionalem Getriebe.